# Амат, Педро
Педро Амат Фонтанальс (исп. Pedro Amat Fontanals, кат. Pere Amat i Fontanals, 13 июля 1940, Тарраса, Испания) — испанский хоккеист (хоккей на траве), нападающий. Бронзовый призёр летних Олимпийских игр 1960 года.

## Биография
Педро Амат родился 13 июля 1940 года в испанском городе Тарраса.
Играл в хоккей на траве за «Эгару» из Таррасы. В её составе дважды выигрывал Кубок Европы (1969—1970), пять раз — чемпионат Испании (1971—1975), семь раз — Кубок Короля (1961, 1963, 1965, 1968—1969, 1971, 1973).
В 1960 году вошёл в состав сборной Испании по хоккею на траве на Олимпийских играх в Риме и завоевал бронзовую медаль. Играл на позиции нападающего, провёл 3 матча, мячей не забивал.
В 1960 году был награждён Серебряной медалью за спортивные заслуги.
В 1964 году вошёл в состав сборной Испании по хоккею на траве на Олимпийских играх в Токио, занявшей 4-е место. Играл на позиции нападающего, провёл 5 матчей, мячей не забивал.
В 1968 году вошёл в состав сборной Испании по хоккею на траве на Олимпийских играх в Мехико, занявшей 6-е место. Играл на позиции нападающего, провёл 7 матчей, мячей не забивал.
В течение карьеры провёл за сборную Испании 48 матчей.

## Семья
Представитель хоккейной и олимпийской династии. Братья Педро Амата Хайме Амат (1941—2020),  Франсиско Амат (род. 1943) и Хуан Амат (род. 1946), племянники Пол Амат (род. 1978) и Хайме Амат (род. 1970) также играли за сборную Испании по хоккею на траве.
Франсиско Амат участвовал в летних Олимпийских играх 1964, 1968 и 1972 годов, Хайме Амат-старший — 1964 и 1972 годов, Хуан Амат — 1968, 1972, 1976 и 1980 (серебро) годов.
Пол Амат участвовал в летних Олимпийских играх 1996 (серебро), 2000, 2004, 2008 (серебро) и 2012 годов, Хайме Амат-младший — 1992, 1996 (серебро) и 2000 годов.